# Ха, Джин
Джин Ха (англ. Gene Ha; род. 19 августа 1969, Чикаго, Иллинойс, США) — американский автор комиксов.

## Ранние годы
Ха родился в Чикаго и вырос в Саут-Бенде. Его родители были корейскими иммигрантами. На будущую карьеру Джина повлияли такие авторы, как Джон Бирн, Фрэнк Миллер, Билл Сенкевич, Уолтер Симонсон, Алан Мур и Мэтт Вагнер.

## Карьера
Первый комикс Ха был выпущен в Green Lantern vol. 3 #36 (февраль 1993) в истории «The Ghost of Christmas Light», написанной Джерардом Джонсом.

## Личная жизнь
Ха и его жена Лиза живут Беруине.

## Премии

### Награды
- 1994 — Russ Manning Most Promising Newcomer Award[англ.][6]
- 2000 — Eisner Award — Best New Series (за Top 10)[7]
- 2001 — Eisner Award — Best Continuing Series (за Top 10)[7]
- 2006 — Eisner Award — Best New Graphic Album (за Top 10: The Forty-Niners)[8]
- 2008 — Eisner Award — Best Single Issue (за Justice League of America #11: «Walls»)[7]
- 2019 — Inkpot Award[англ.][9]

### Номинации
- 1999 — Eisner Award — Best Penciller/Inker or Penciller/Inker Team (за Starman #46)[10]
- 2006 — Eisner Award — Best Penciller/Inker (за Top 10: The Forty-Niners)[8]

## Работы

### Dark Horse Comics
- Mae #1-4 (2016)
- Oktane #1-4 (1995)
- The Real Adventures of Jonny Quest #8 (1997)

### DC Comics
- Action Comics vol. 2 #3, 9 (2012)
- Batman: Fortunate Son HC (1999)
- Batman: Gotham Knights #13 (Batman Black and White) (2001)
- Blackest Night: Tales of the Corps #2 (2009)
- Celebrate the Century [Super Heroes Stamp Album] #2-3 (1998)
- DC Comics — The New 52 FCBD Special Edition #1 (2012)
- DC Universe: Trinity #1 (1993)
- Flashpoint: Project Superman #1-3 (2011)
- Green Lantern vol. 3 #36, 44-45 (1993)
- Green Lantern Corps Quarterly #8 (1994)
- JLA Annual #1 (1997)
- Justice League vol. 2 #7, 20 (2012—2013)
- Justice League of America vol. 2 #0, 11 (2006—2007)
- Phantom Stranger vol. 3 #6-7 (2013)
- Shade #1 (1997)
- Shade vol. 2 #12 (2012)
- Showcase '95 #11 (1995)
- Starman #46, Annual #2 (1997—1998)
- Superman vol. 2 #200 (2004)
- Superman/Batman #75 (2010)

#### America’s Best Comics
- ABC: A-Z, Top 10 and Teams #1 (2006)
- Top 10 #1-12 (1999—2001)
- Top 10 Season Two #1-4 (2008—2009)
- Top 10: The Forty-Niners HC (2005)

#### Vertigo
- Fables #52, 122—123, 150 (2006—2015)
- Fairest in All the Land HC (2014)
- House of Mystery vol. 2 #35 (2011)

#### WildStorm
- The Authority vol. 3 #1-2 (2006—2007)
- Global Frequency #12 (2004)

### Malibu Comics
- Night Man #2-3 (1993)

### Marvel Comics
- The Adventures of Cyclops and Phoenix #1-4 (1994)
- Askani’son #1-4 (1996)
- Marvel Knights: Double Shot #4 (2002)
- Shadows & Light #1 (1998)
- X-Men Annual #3 (1994)
- Young Avengers Special #1 (2006)